# Willem Van Schuerbeeck
Willem Van Schuerbeeck (Merchtem, 24 ottobre 1984) è un maratoneta belga.
Debutta sulla scena internazionale nel 2011 prendendo parte alla Maratona di Eindhoven, per poi partecipare nel corso della sua carriera a manifestazioni principalmente nell'area del Benelux e in Germania. Van Schuerbeeck nel corso della Maratona di Berlino ha raggiunto lo standard olimpico per poter gareggiare ai Giochi olimpici di Rio de Janeiro 2016, terminando la corsa come cinquantaseiesimo.
Van Schuerbeeck, oltre all'attivà agonistica, lavora come insegnante di educazione fisica e preparatore atletico a Bruxelles.

## Palmarès
| Anno | Manifestazione  | Sede           | Evento   | Risultato | Prestazione | Note |
| ---- | --------------- | -------------- | -------- | --------- | ----------- | ---- |
| 2016 | Giochi olimpici | Rio de Janeiro | Maratona | 56º       | 2h18'56"    |      |